# Lucas Moura
Lucas Rodrigues Moura da Silva, mer känd  som Lucas Moura, född 13 augusti 1992 i São Paulo, är en brasiliansk fotbollsspelare (offensiv mittfältare) som spelar för Campeonato Brasileiro Série A-klubben São Paulo FC. Han representerar även det brasilianska landslaget.

## Klubbkarriär

### São Paulo
Lucas gick 2005 till São Paulo efter tidigare ha spelat för Clube Atlético Juventus och Corinthians ungdomslag. Han gjorde sin debut för a-laget under 2010, en säsong där han gjorde fyra mål och fyra assist på de 25 matcher han spelade. Under 2011 gjorde Lucas nio mål och fyra assist på 28 matcher i Campeonato Brasileiro och 13 mål samt åtta assist under sammanlagt alla tävlingar.

### Paris Saint-Germain
Under sommaren 2012 rapporterades det om att både Manchester United och Inter var intresserade att värva Lucas. Fast den 8 augusti 2012 blev det klart att franska Paris Saint-Germain hade värvat honom, och han skulle anlända till klubben i januari 2013. Han blev klubbens dyraste värvning, med en övergångssumma som rapporterades ligga runt 45 miljoner euro. Den 11 januari 2013 gjorde Moura sin debut för PSG, i en match mot AC Ajaccio som slutade 0-0.

### Tottenham Hotspur
Den 31 januari 2018 värvades Lucas av Tottenham Hotspur, där han skrev på ett kontrakt fram till 2023.
Transfersumman beräknas ligga kring £25 miljoner.
Den 18 februari gjorde Moura sin första match från start för Tottenham i FA cupen mot Rochdale. Han lade 1-1 kvitteringen, och därmed sitt första mål för Spurs, i en match som slutade 2-2.